# Lista de episódios de Naruto Shippuden (15.ª temporada)
Esta é uma lista de episódios da décima quinta temporada de Naruto Shippuden que foi exibida do dia 3 de abril de 2014 ao dia 25 de setembro de 2014, compreende do episódio 357 ao 379.[carece de fontes?]
| # | Título                                                  | Estreia    |
| --- | ------------------------------------------------------- | ---------- |
| 357 | "Um Uchiha ANBU" "暗部のうちは"                         | 3/04/2014  |
| (Filler) Guy foi pedir a Hiruzen e Danzou para entrar na Raiz, mas ambos respondem que ele não tinha o essencial para entrar na Raiz. Tenzou e Kakashi recebem recomendações de um novo membro Uchiha Itachi, um garoto pródigo de 11 anos. Guy recebe a missão de Hiruzen para trocar pergaminhos com membros da Pedra. Guy, Hayate, o velho Genin Kisuke e outro membro de Konoha foram em missão, mas são pegos em uma emboscada até Kakashi e Itachi aparecerem e exterminarem todos os ninjas ANBU da Pedra. Depois de sair da missão, Itachi foi pegar seu irmãozinho na escola Sasuke, ele se junta a um grupo de ninjas Uchihas e seu líder é Fugaku e também estava presente seu companheiro Uchiha Shisui |                                                         |            |
| 358 | "Golpe de Estado" "クーデター"                          | 10/04/2014 |
| (Filler) Seis anos se passam e Itachi e Kakashi foram designados para fazer vigilância do grupo Uchiha, mas Itachi ainda relembra do incidente da Kyuubi. Shisui confronta Ao e seu grupo de Ninjas da Névoa. Hiruzen designa Shisui para os Uchihas não implementarem seu golpe de estado. A coisa muda quando Danzou retira o Sharingan de Shisui. Shisui em seguida entrega seu outro Sharingan a Itachi e se mata. Itachi e Kakashi extermina um outro grupo da Chuva e Itachi pergunta a Kakashi porque ainda tem o Sharingan no olho esquerdo. Itachi ainda teme que ele possa realizar o pior. |                                                         |            |
| 359 | "A Trágica Noite" "惨劇の夜"                            | 17/04/2014 |
| (Filler) Itachi é designado como capitão e Yugao ocupa o posto de Kakashi. Itachi faz um pacto com Obito mascarado para encontrar provas dos Uchihas tentarem o golpe de estado contra a Konoha. Sob ordens de Danzou, Itachi aniquila todo seu clã, deixando apenas Sasuke vivo. Na época infantil, Naruto ficava competindo com o Sasuke. Itachi é marcado como fugitivo. Itachi procura Hiruzen para falar do ocorrido e fala que já entrou na Akatsuki. Hiruzen convoca Kakashi e fala que ele ocupará o cargo de Jonin. |                                                         |            |
| 360 | "Jonin Sensei" "担当上忍"                               | 24/04/2014 |
| (Filler) Hiruzen coloca Kakashi como Jonin instrutor no intuito de fazer seu ódio desaparecer, como seu fantasma de causar a morte de Rin. Kakashi relembra de quando Rin e Obito e ele realizaram o teste com Minato.Kakashi reprova dois grupos de Genins. Ten Ten, Neji e Lee passam no teste de Guy. Guy comenta com Asuma e Kurenai dos três terem intervisto para Kakashi se tornar num Jounin instrutor. Os dois grupos Genins reprovados por Kakashi, agradecem o Kakashi. Hiruzen tem em mente colocar Naruto, Sasuke e Sakura para ficarem sob tutela de Kakashi. |                                                         |            |
| 361 | "Time 7" "第七班"                                       | 8/05/2014  |
| (Filler) Hiruzen discute com Kakashi os planos que tinha com Naruto, Sasuke e Sakura. Kakashi vê o potencial em relação ao novo grupo Genin e decide colocá-los o grupo em prática. |                                                         |            |
| 362 | "A Decisão de Kakashi!!" "カカシの決意!!"               | 15/05/2014 |
| Obito tenta trazer o fantasma da morte de Rin para perturbar Kakashi. Naruto tenta trazer o Kakashi de volta dizendo "Eu prometo proteger os meus companheiros", palavras ditas pelo próprio Kakashi quando Naruto estava na época infantil e Kakashi promete manter o mesmo juramento que o próprio Obito fez desde a época infantil. Kurama joga Kakashi no Kamui de Obito. Naruto golpeia Obito de um lado e Kakashi através do Kamui. Gyuki e Kurama lançam um ataque em massa para destruir o Mazou, mas o Dez-Caudas finalmente se liberta. |                                                         |            |
| 363 | "Jutsu Força Aliada Shinobi" "忍連合軍の術!"            | 22/05/2014 |
| O poder do Dez-Caudas consegue fazer frente a Kurama e Gyuki. Kakashi usa o Kamui para atingir Gyuki com o objetivo de acertar o olho do Dez-Caudas com a Bijuu-Dama, mas fracassa. A Força Aliada chega no campo de batalha e Naruto a batiza como Jutsu Força Aliada Shinobi. Naruto e Obito têm ideias distintas, Naruto diz que o mundo não acabará e Obito que o mundo acabará. A Força Aliada tenta confrontar a fera de Dez-Caudas para tentar limitar seus movimentos. |                                                         |            |
| 364 | "Laços Inquebráveis" "繋がれるもの"                     | 05/06/2014 |
| Madara divide o poder do Dez-Caudas com Obito e ele usa seu poder para atingir a Konoha, mas também acerta o QG onde estão Shikaku, Ao e Inoichi e os mata. Em seguida, Obito usa o mokuton que golpeia os ninjas presentes com agulhas e também Neji que se sacrifica protegendo Hinata e Naruto e morre nos braços de Naruto, desaparecendo também a marca em sua testa. Obito provoca Naruto dizendo se ele dizia se realmente poderia proteger seus companheiros ou não. Hinata toca o rosto de Naruto dizendo que a morte seria inevitável e que fazia parte do Mundo Shinobi, como também carregava as palavras ditas por Naruto. Naruto segura a mão de Hinata e transfere o chacra do Kurama pra ela. |                                                         |            |
| 365 | "Aqueles que dançam nas sombras" "忍び舞う者たち"       | 12/06/2014 |
| Naruto começa transferindo parte do chacra do Kurama pra todos Shinobis da Forçã Aliada. Lee vê Neji caído e fica arrasado. Guy diz para não se abater enquanto ainda tiver no campo de batalha. Lee ainda lembra de quando confrontou Neji e depois quando foi derrotado por Naruto, quando comenta de seus olhos negros. Naruto termina de passar todo o chacra do Kurama para todos e todos atacam Dez-Caudas com força total e Naruto lança duas Razen-Shurikens que corta Madara e parte do Obito. Orochimaru leva Sasuke e seus companheiros até o esconderijo do Clã Uzumaki, local onde se localizava a Máscara do Shinigami. Depois encontrar a máscara, eles seguem para Konoha. Chegando lá, se dirigem ao Templo de Nakano que havia sido destruído no ataque do Pain em Konoha. Sasuke usa uma técnica secreta para abrir a porta de pedra e assim seguem para o subsolo onde se encontra a placa de pedra dos Uchihas. Ao chegarem ao subsolo, Orochimaru explica que para executar o que estava escrito no pergaminho o próprio Orochimaru deveria colocar a Máscara do Shinigami e assim deixar que o Shinigami do Shiki Fuujin vir átona. Depois de trazer o Shinigami, Orochimaru corta o seu estômago, rompendo o selo e libertando tudo que havia sido selado por esse Jutsu, incluindo seus braços. Em seguida ele pede para que Juugo concentre o seu Chakra Sannin em Sasuke, que faz com que saia do corpo do Sasuke seis Zetsus brancos que haviam sido colocados nele por Obito mascarado como meio de espionadá-lo. Orochimaru utiliza quatro dos seis Zetsus como recipientes para o Edo Tensei, em seguida ele salta para dentro do corpo de outro Zetsu para ser seu corpo e espera o Kinjutsu ser completado e o outro Zetsu morto por Juugo. Depois da transmutação ser completada é revelado que as pessoas que Orochimaru tinha ressuscitado são os antigos Hokages: Hashirama, Tobimara, Hiruzen e Minato. |                                                         |            |
| 366 | "A Sabedoria Suprema" "全てを知る者たち"                | 19/06/2014 |
| Os 4 Hokages conversam para saber o que tem feito em suas vidas. Orochimaru avisa que ele os reviveu para que um dos Hokages pudessem tirar a dúvida de Sasuke que levou Itachi a se sacrificar por Konoha. Hiruzen fala que ele mesmo designou Itachi chacinasse o clã Uchiha para evitar o golpe de estado, como também o introduziu na Akatsuki como espião. Tobimara fala que os Uchihas adquirem um tal ódio pelo fato de perder alguém amado, transformando seu amor em ódio. Orochimaru fala da Quarta Grande Guerra Shinobi e os 4 Hokages pretendem se juntar na guerra, mas Orochimaru deixou claro que só os deixaria ir se eles esclarecessem a dúvida de Sasuke. Tobimara tenta ir para a guerra sozinho, mas tem seus movimentos restringidos por Orochimaru. Hashirama, temendo que Sasuke se tornasse outro Madara, toca naquele dia quando Madara e Hashirama se confrontaram, Madara usando Kurama em uma armadura do Susanoo e Hashirama o Mokuton. |                                                         |            |
| 367 | "Hashirama e Madara" "柱間とマダラ"                     | 03/07/2014 |
| (Filler) Hashirama conta um pouco de sua infância de como conheceu Madara e o que faziam. Eles estavam abatidos pelo fato de perder alguém querido e fazem um pacto de que crianças nunca iriam ser mortas no campo de batalha. Tobimara e seu pai descobrem de seu envolvimento com Hashimara com Madara e pede para colher informações dos Uchihas. |                                                         |            |
| 368 | "A Era Sengoku" "戦国時代"                              | 10/07/2014 |
| Butsushima e Tobimara observam Hashimara para saber das reais intenções de Hashimara e Madara. Ambos passam mensagens de pedra e Butsushima, pai de Hashirama e Tobimara, assim como Tazuna, pai de Izuna e Madara aparecem e Tobimara e Izuna lutam. A luta é interrompida por Hashirama e Madara e Madara pede uma retirada porque sabia que eles perderiam e fala que seu próximo encontro será no campo de batalha. Assim, começa a guerra dos Uchihas contra os Hagoromo. Com a ausência de seus pais, Hashirama e Madara tornam-se líderes de seu clã. Izuna é ferido por Tobimara e Hashirama pede um cessar fogo, mas Madara recua com seu irmão, que depois morre, que faz Madara despertar o Mangekyou Sharingan Eterno. Em seu segundo encontro, Hashirama e Madara travam sua última luta. Depois de vencido, Tobimara tem a chance de matar Madara, mas Hashirama o impede. Madara pede a Hashirama para se matar ou matar seu próprio irmão Tobimara, como sinal da amizade dos dois, mas Madara impede que ele se matasse. |                                                         |            |
| 369 | "Meu Verdadeiro Sonho" "本当の夢"                       | 24/07/2014 |
| Hashimara e Madara observam para saber o que mudou em sua vila, mas Hashimara sempre enganava Madara. Hashimara e Madara nomeiam a aldeia como Konoha e pede a Madara para ser o Hokage. Tobimara pede a Hashimara para observar Madara com relação a suas reais intenções e que assuma o posto de Hokage. Hashimara fica perplexo com o olhar sinistro de Madara e pede para que não deixe a vila, mas Madara deixa a vila. Madara e Hashimara travam sua última batalha e Hashimara suprime o poder do Kurama. |                                                         |            |
| 370 | "A Resposta de Sasuke" "サスケの答え"                   | 31/07/2014 |
| Hashimara e Madara travam sua última luta. Hashimara consegue derrotar Madara com um Bushin de madeira. Depois de ouvir a história, Sasuke decide proteger Konoha para que o sacrifício de seu irmão Itachi não seja em vão. Orochimaru liberta os quatro Hokages e se junta na Quarta Guerra Shinobi junto do time Taka. Karin se liberta da prisão, que derruba Suigetsu para tirar satisfações com Sasuke, mas Sasuke pede desculpas e tudo se normaliza. |                                                         |            |
| 371 | "O Buraco" "風穴"                                       | 7/08/2014  |
| Durante a luta, Madara e Obito continuam seu ataque contra a Força Aliada, mas Naruto fica quase sem chacra depois de proteger a Força Aliada. Kakashi tenta usar o Kamui para lançar o Dez-Caudas para outra dimensão, mas Obito se lança junto com ele. Kakashi tenta persuadir Obito, mas ele se perfura com o Raikiri de Kakashi e afirma ter arrancado o seu coração. Obito depois descobre que os ninjas do País da Névoa colocaram o Isobu dentro da Rin. Kakashi salva Rin e pede para ser morta por ele para que não use Isobu para destruir Konoha, mas Kakashi acredita que existe um outro jeito sem precisar matar a Rin. Durante a luta, Rin pula na frente do ninja do País da Névoa e se mata quando Kakashi estava usando o Raikiri. Obito tenta iludi-lo com ilusões, mas Kakashi diz que não será a mesma coisa viver num mundo de ilusões. Madara pressente Hashimara e usa o poder do Dez-Caudas fazendo sua língua tomar a forma de uma flor. |                                                         |            |
| 372 | "O que poderia preencher o Buraco" "埋めるもの"         | 14/08/2014 |
| Em algum lugar da outra dimensão, Kakashi continua sua luta com Obito. Os outros ninjas da Força Aliada continua sua luta contra o Dez-Caudas. Sakura pede aos outros ninjas da Força Aliada para ganhar tempo para ajudar Naruto. Shikamaru se conecta a Kitsushi e Bee para formar uma barreira para ganhar tempo para parar a Bijuu Dama do Dez-Caudas, mas seu esforço quase não dá em nada e Minato finalmente chega ao campo de batalha e transporta a Bijuu Dama para outro lugar. Minato pergunta a Naruto se Sakura é sua namorada, mas ela simplesmente acerta Naruto na cabeça, que faz Minato lembrar de sua esposa Kushina.e dá a notícia que Sasuke também chega ao campo de batalha. Os outros Hokages Hashirama, Tobimara e Hiruzen chegam no campo de batalha e Minato assume o Modo Bijuu por conseguir metade do Kurama e colocar dentro dele e formam uma barreira para suprimir o Dez-Caudas. Sasuke e Juugo também chegam em seguida e Sasuke afirma que também veio com o direito de se tornar Hokage, que surpreende a todos. Naruto e Sasuke começam seu contra-ataque contra Madara, mas Sakura afirma ter armazenado chacra para começa o contra-ataque. Assim, o Time 7 se reúne novamente. |                                                         |            |
| 373 | "Time 7 Reunido" "第七班、集結!!"                       | 21/08/2014 |
| O Time 7 começa seu contra-ataque contra Madara. Durante o combate, Sakura relembra dos dias em que entra no Time 7 até receber o treinamento da Tsunade e herda o sinal que aparece em sua testa, uma herança de Tsunade, o Byakugou. Os times 8 e 10 fazem seu próximo passo e Hinata relembra dos dias quando treinou com Neji. Sai também faz seu movimento, mas Sai afirma que precisaria do chacra do Kurama para que ninguém fosse morto. O Time 7 faz a evocação do Katsuyu, Gamakichi e Aoda, como se fosse evocado pelos três discípulos dos Sannins Lendários. |                                                         |            |
| 374 | "O novo trio" "新たなる三竦み"                          | 28/08/2014 |
| O Time 7 começa seu contra-ataque usando as evocações. Em algum lugar o Time Serpente chega até onde está Tsunade. Orochimaru afirma que veio ajudar Tsunade, mas Katsuyu afirma dizendo que ainda duvida de Orochimaru, mas Orochimaru afirma que veio no intuito de ajudar a Hokage. Ele ordena a Suigetsu e Karin para ajudar a Hokage. Eles questionam, mas o obedecem mesmo assim. Tsunade não entende porque a ajudou, sendo que ele tinha em mente destruir sua própria vila, mas Orochimaru afirma que não tem nada de mal confiar o futuro àqueles que protegem o Mundo Shinobi. Tsunade questiona de sua súbita mudança de Orochimaru, como também relembra de quando os três Sannins, Orochimaru, Tsunade e Jiraiya estavam em missão confrontando os ninjas da Vila da Pedra. |                                                         |            |
| 375 | "Kakashi VS Obito" "カカシVSオビト"                     | 4/09/2014  |
| Os outros Kages Onoki, Mei, Gaara e Kira A agora estão em condições para voltar ao campo de batalha. Sai afirma que ainda não confia no Sasuke, mas Sakura sorri e diz que não deveria duvidar de Sasuke. Em algum lugar da outra dimensão, continua o combate entre Obito e Kakashi. Kakashi ainda tenta a todo custo trazer o antigo Obito de volta, mas Obito deixa Kakashi para trás na outra dimensão. Obito volta a dimensão real e Madara tem em mente um plano sinistro para fazer Obito se tornar Jinchuuriki do Dez-Caudas. Embora Minato tenha atingido Obito, o jutsu já foi completo e Obito já se torna no Jinchuuriki do Dez-Caudas. |                                                         |            |
| 376 | "Instruções para capturar o Nove-Caudas" "九尾強奪指令" | 11/09/2014 |
| (Omake) Orochimaru tenta criar um robô capaz de capturar Naruto, mas as coisas sai fora do controle e o robô foge. Itachi e Kisame capturam o robô e Pain instrui Itachi para reprogramar o robô para capturar Naruto. Durante o treino de Naruto para conseguir aperfeiçoar o Elemento Vento, o robô confronta os Ninjas de Konoha e Naruto retira o manto do robô que se revela como uma cópia de Naruto, que passa a drenar o chacra de Naruto. Assim começa os preparativos para afastar o robô da vila. Kakashi, Neji, Shikamaru, Choji, Kiba e Shino ficam encarregados de escoltar Naruto enquanto Yamato tentava suprimir o chacra do Kurama. Shikamaru e Shino já ficam fora de combate. |                                                         |            |
| 377 | "Naruto VS Robô Naruto" "ナルト対メカナルト"            | 11/09/2014 |
| (Omake) Os outros Kakashi, Neji, Choji, Kiba e Yamato são neutralizados pelo Robô Naruto um a um. Gaara chega para ajudar Naruto, mas acaba caindo na provocação de Deidara. Naruto acaba parando no estômago em uma das evocações de Orochimaru e reprograma o Robô Naruto, mas Jiraiya aparece diante de Orochimaru e faz uma evocação de um sapo que tira Naruto dentro da serpene, mas Orochimaru vira o jogo. Naruto ao confrontar o Robô Naruto, o Robô Naruto entende de sua devoção em trazer o Sasuke de volta, um programa chave criado por Itachi que faz o Robô Naruto passar para o lado do Naruto. Orochimaru cria um outro robô, ao estilo do Mazinkaiser que causa destruição na aldeia. O Robô Naruto se une a Naruto, ao estilo Homem de Ferro para confrontar o outro robô. O Robô Naruto descobre que para destruir o outro robô teria que lançar todo chacra Bijuu para sobrecarregar o outro robô e se sacrifica para proteger Konoha. Naruto é aclamado herói, mas Gaara mergulha a aldeia com sua tempestade de areia. |                                                         |            |
| 378 | "O Jinchuuriki do Dez-Caudas" "十尾の人柱力"            | 18/09/2014 |
| Depois de Obito absorver o poder do Dez-Caudas, ele acaba se tornando um Jinchuuriki imperfeito. Ele consegue suprimir a barreira que o prendia. Hashirama e Tobimara atacam Obito, mas tem parte de seus corpos destruídos e Tobimara coloca selos explosivos, mas não surtiu efeito nenhum. Hiruzen tem metade de seu corpo tirado por Obito. Madara começa seu ataque contra Hashirama. Obito tenta pegar Naruto e Sasuke, mas são salvos por Minato. Obito apesar de não ter controle do poder do Dez-Caudas, ele consegue suprimir o poder do Dez-Caudas e consegue arrancar um pedaço do braço de Minato e Obito já se torna no Juubito. |                                                         |            |
| 379 | "Uma Abertura" "突破口"                                 | 25/09/2014 |
| Minato que tinha perdido seu braço não pode mais recuperá-lo. A luta entre Madara e Hashirama ainda continua. Shikamaru tenta animar os outros Shinobis da Força Aliada para não perder o foco da batalha. Ainda nesse episódio Naruto e Sasuke cria uma Rasenshuriken combinado com as chamas do Amaterasu, mas parece não surtir efeito. Naruto entra no modo Sennin e consegue fazer um dano no Juubito. Kurama, a outra metade do chacra que Minato tinha armazenado se comunica com ele. |                                                         |            |